# Karl Palle Bjørnholt Christiansen
Karl Palle Bjørnholt Christensen (født 21. november 1916 i Sejs, død 9. juni 1992 smst.), kendt som Palle, var en dansk modstandsmand under anden verdenskrig. Sammen med fætter Hans Krarup Hansen, Niels Krarup Hansen og Ulrik Krarup Hansen, var han en af de første danske modstandsfolk og medlem af en sabotagegruppe. I perioden fra august 1943 til maj 1945 blev der udført sabotageaktioner på jernbanenettet i Silkeborg og omegn ikke mindre end 70 gange, hvoraf de 66 sabotageaktioner blev udført i 1945.
Han var søn af Rasmus T. Christensen og Elise Bjørnholt, f. Jensen.